# Drengetur
Drengetur er en dansk kortfilm fra 2012, der er instrueret af Kasper Buur Nielsen efter manuskript af Sebastian Ilfeldt.

## Handling
Filmen er et minimalistisk drama om kæresteparret Simon og Kenneth, der gennemgår en krise i deres parforhold. Simon har svært ved at affinde sig med at være homoseksuel, og Kenneth kan ikke fungere uden Simon.